# 오버아어 빙하
오버아어 빙하(독일어: Oberaargletscher)는 문자 그대로 “상부 아레강 빙하”를 의미하며, 스위스 베른주의 베른 알프스에 위치한 4km 길이의 빙하(2005)이다. 1973년에 이 빙하는 5.82k㎡의 면적을 가지고 있었다. 이 빙하의 하단은 이웃한 운터아어 빙하의 (원래) 하단보다 거의 400m 더 높다.

## 갤러리

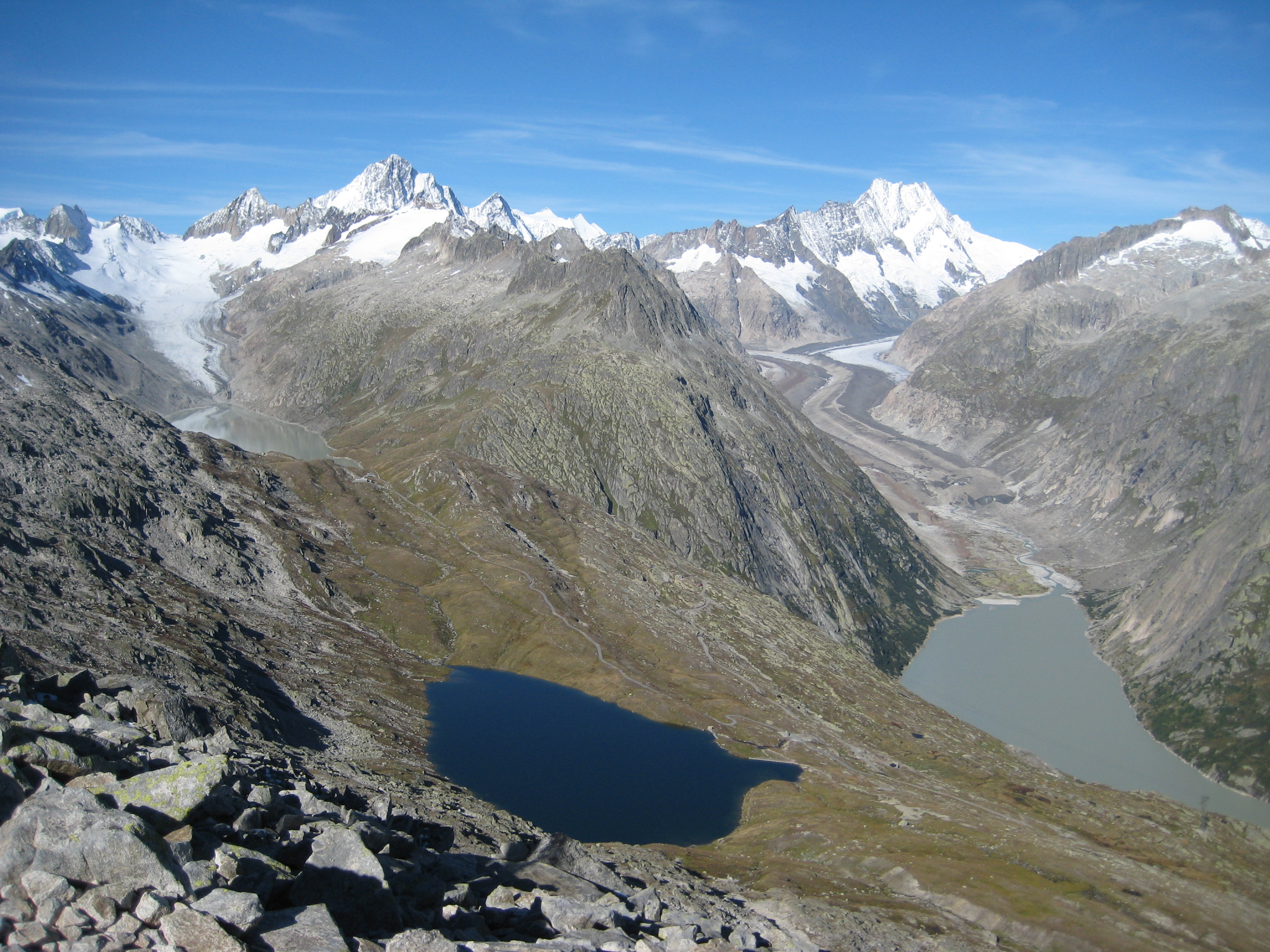
오버아어 빙하(뒤로 왼쪽)와 운터아어 빙하 (우)
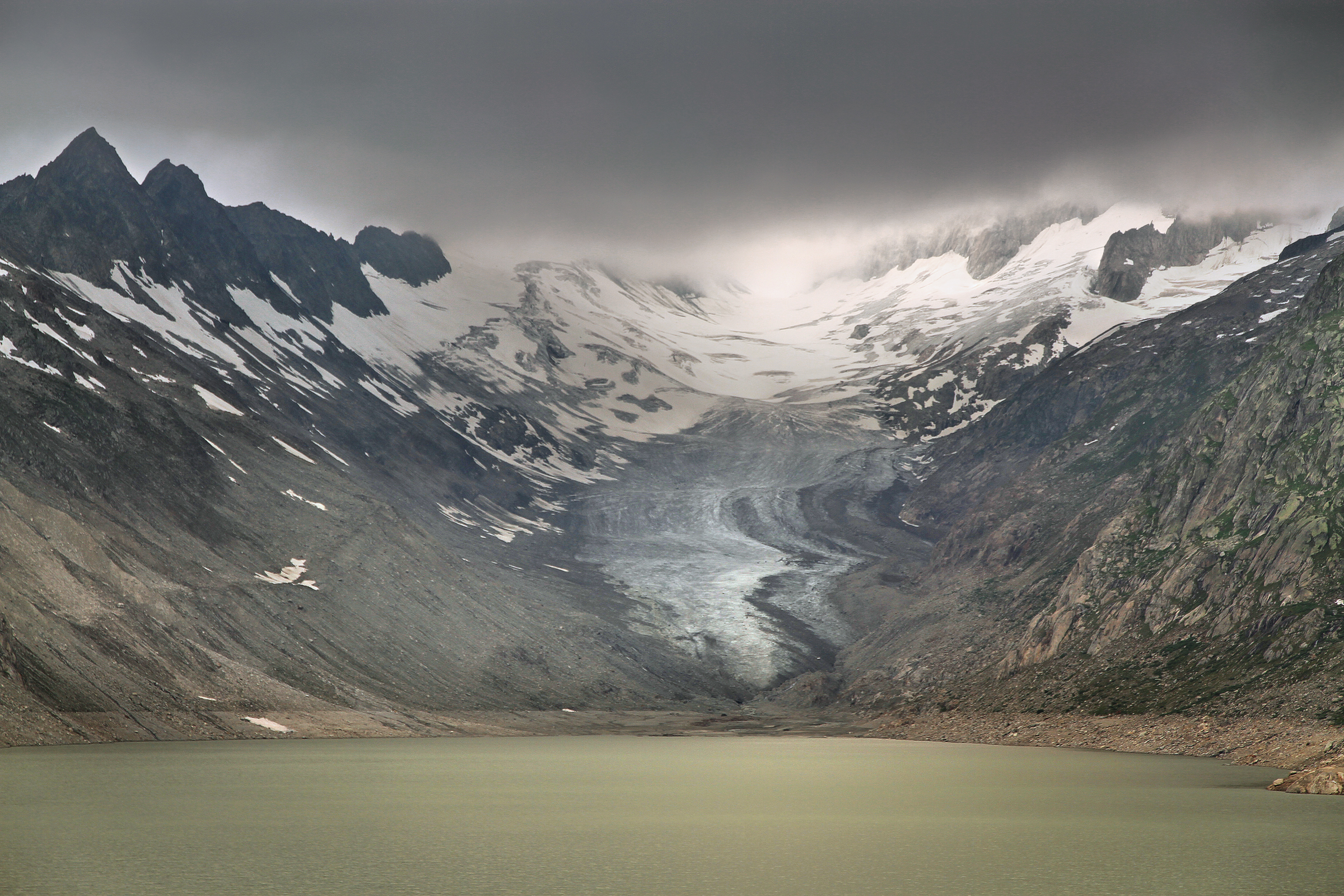
오버아어 호수에서 본 상부 아어 빙하

## 같이 보기
- 론 빙하
- 스위스 알프스
- 오버아어 호수